# Philippe Chiambaretta
Philippe Chiambaretta est un architecte et urbaniste français né le 15 juillet 1963 à Carcassonne.

## Biographie
À l’issue d’une formation scientifique et économique à l’École des Ponts et Chaussées de Paris puis au MIT à Boston, suivie d’une expérience dans le conseil stratégique chez Booz Allen Hamilton, Philippe Chiambaretta a dirigé pendant neuf ans les activités internationales du Taller de Arquitectura de Ricardo Bofill à Paris. Diplômé de l’École nationale supérieure d'architecture de Paris-Belleville en 2000, il crée l’agence PCA-STREAM. 

## Principales réalisations
- Stream Building[1],[2], lauréat de l’appel à projet Réinventer Paris[3], Clichy-Batignolles, Paris 17e
- Freedom, restructuration d’un immeuble de bureaux, Paris, 8e
- 175 Haussmann, restructuration d’un immeuble de bureaux, siège de la banque Lazard, Paris 8e
- Hight, Restructuration d’un immeuble provenant du Ministère de l’intérieur, Paris 8e
- CABP, campus tertiaire mixte, 2020, Chessy
- Champs-Élysées, histoire et perspectives, exposition au Pavillon de l'Arsenal, 2020, Paris
- Café Joyeux, pop up store solidaire, Paris, 8e
- MO.CO.[4],[5], Centre d'art contemporain à Montpellier
- Étude Réenchanter les Champs-Élysées, 2019, Paris
- 52 Champs-Élysées, Galeries Lafayette Champs-Élysées, restructuration du bâtiment abritant l’ancien Virgin Megastore, Paris 8e
- Laborde[6],[7], restructuration d’une ancienne caserne en bureaux, siège social de Gide Loyrette Nouel, Paris 8e
- Canopy, réhabilitation d’une friche industrielle (Seine-Saint-Denis)
- Be Issy[8], immeuble de bureaux à énergie positive, Issy-les-Moulineaux (Hauts-de-Seine)
- #cloud.paris[9],[10], restructuration de 4 bâtiments en un ensemble immobilier de bureaux, Paris 2e, 2016
- Talleyrand, hôtel particulier, Paris 7e, 2015
- Agence PCA-STREAM, transformation d’une ancienne imprimerie en bureaux, Paris 4e, 2014
- Aéroville[11], centre de commerce et de loisir, Roissy-Charles de Gaulle (Val-d'Oise), 2013
- Caisse des dépôts et consignations[12], restructuration du siège social, Paris 6e, 2013
- Institut français[13], aménagement du siège social, Paris 15e, 2012
- 103 Grenelle, restructuration d’un bâtiment historique en immeuble de bureaux, Paris 7e, 2009
- CCC[14], création de la façade du centre d’art contemporain, Tours (Indre-et-Loire), 2007
- Pinchuk Art Center, musée d’art contemporain, Kiev (Ukraine), 2006
- Centre national des arts plastiques, siège social, La Défense (Hauts-de-Seine), 2006
- Pièce lumineuse[15], installation en collaboration avec Orlan, Palais de Tokyo, 2004

## Projets en cours
- ShAKe[16], ensemble mixte du quartier d'affaires Euralille
- Tour The Link[17], siège social de Total à La Défense
- Le pôle gare des Ardoines[18], lauréat de l'appel à projet Inventons la Métropole du Grand Paris[19], Vitry-sur-Seine
- emlyon business school, le hub des early makers 2022, Lyon
- Office du tourisme de Versailles, Versailles
- Centre Pompidou Francilien, Massy

## Publications
- Stream 05, Nouvelles intelligences, Paris, 2021
- Champs-Élysées, histoires et perspectives, Paris, 2020
- Révolutions de bureaux, Paris, 2019
- L'architecture d'un monde liquide, École de Paris du Management, 2018
- Le bureau, ce nouvel outil de management, Harvard Business Review, Paris, 2018
- Synergies urbaines, MétissPresses, Paris, 2018
- Inventons la métropole du Grand Paris, Paris, 2017
- Stream 04 : Les Paradoxes du vivant[20], PCA éditions, Paris, 2017
- #cloud.paris, PCA éditions, Paris, 2016
- Stream 03 : Habiter l’Anthropocène[21], PCA éditions, Paris, 2014
- Aéroville, PCA éditions, Paris, 2014
- Architecture Contemporaine : le guide, Flammarion, Paris, 2015
- L’Architecture Exposée, actes de colloque, ENSA de Bourges, Paris, 2015
- L’Environnement et ses métamorphoses, actes de colloque, Institut de France, Hermann, Paris, 2015
- Caisse des Dépôts et Consignations, PCA éditions, Paris, 2013
- Institut Français, PCA éditions, Paris, 2012
- Stream 02 : After Office[22], PCA éditions, Paris, 2012
- Stream 01 : Exploration, PCA éditions, Paris, 2008
- Tours Architecture, PCA éditions, Paris, 2007